# Rüstem-Pascha-Moschee

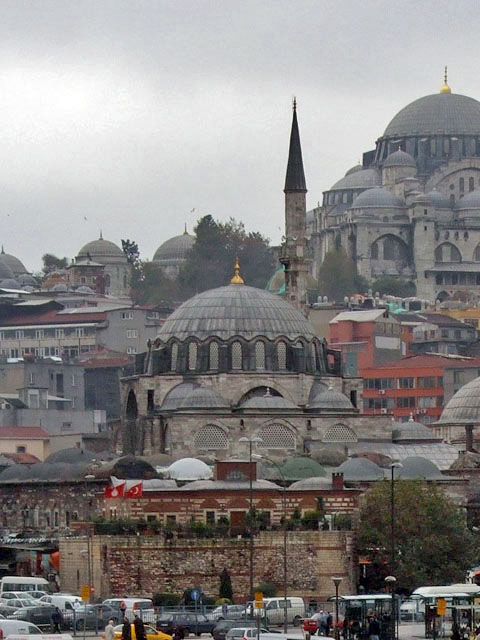
Rüstem Paşa Camii (Bildmitte)

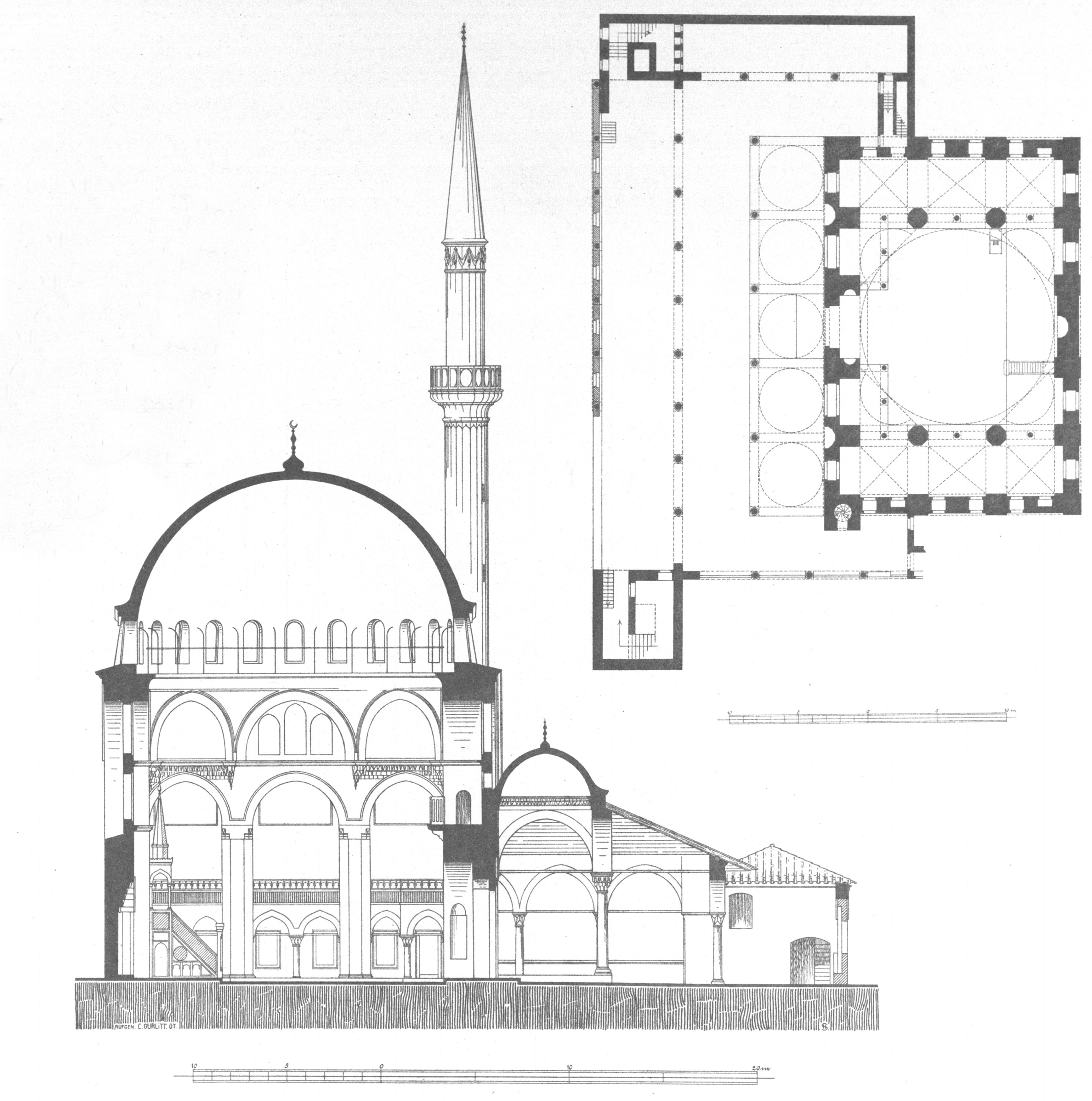
Schnitt und Grundriss der Moschee, Gurlitt 1912

Die Rüstem-Pascha-Moschee (türkisch Rüstem Paşa Camii) ist eine osmanische Moschee im Stadtteil Eminönü in Istanbul.
Sie wurde 1561 vom Großwesir Rüstem Pascha gestiftet und nach seinem Tod unter der Aufsicht des Stiftungsverwalters Mehmed Bey und Rüstem Paschas Ehefrau Mihrimah Sultan, der Tochter Sultan Süleymans des Prächtigen, in den Folgejahren nach den Plänen des Architekten Mimar Sinan erbaut. Das Jahr der Vollendung ist ungewiss.
Die Moschee steht auf einer Terrasse über einer Ladenzeile des Hasırcılar Çarşısı in einer belebten Basarstraße des Tahtakale-Viertels. Sie verfügt über ein einzelnes Minarett und ist besonders bekannt für die blauen Fliesen aus İznik im Inneren und auch an der Außenwand unter dem Portikus.

## Bilder

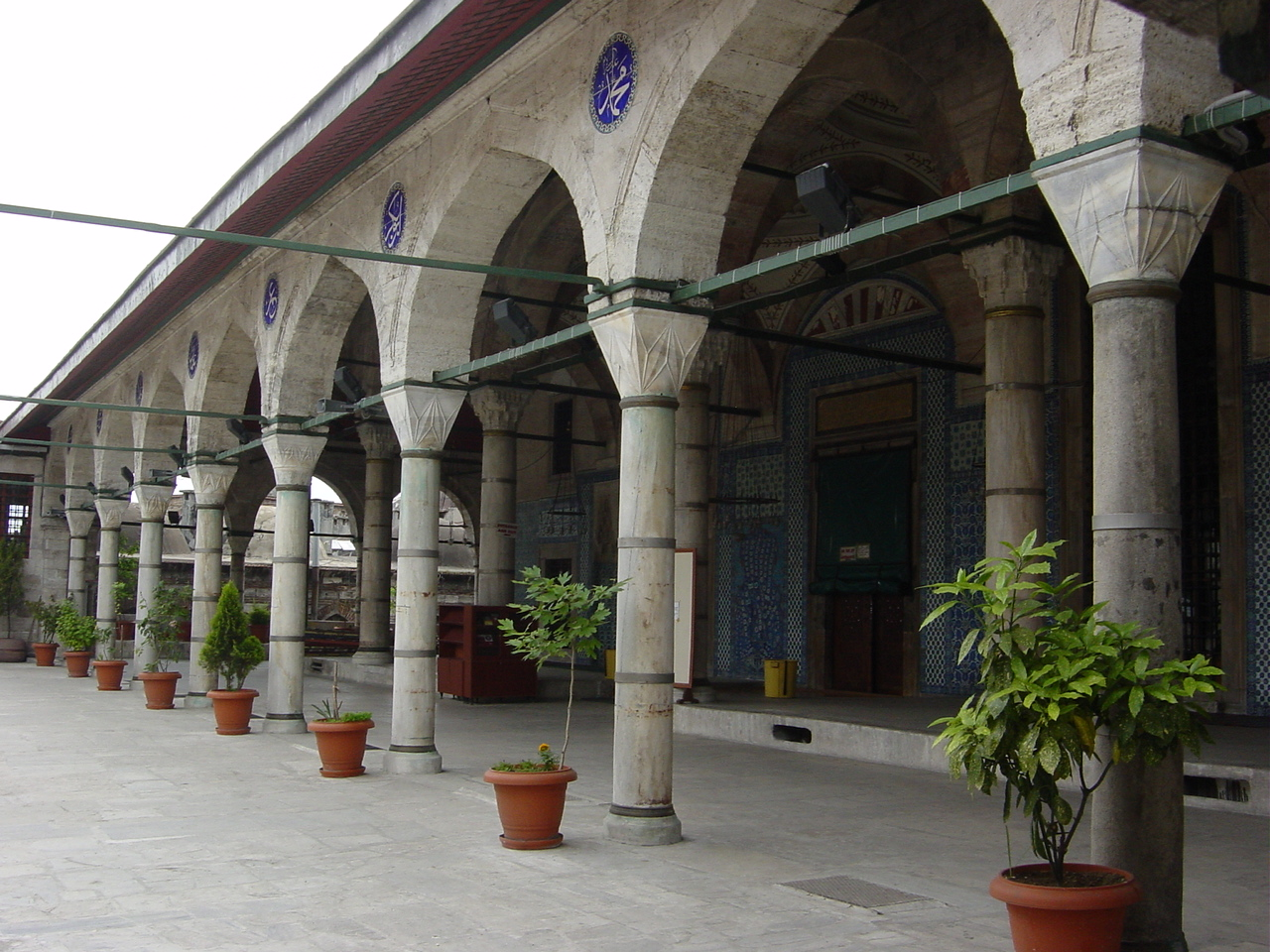
Hof
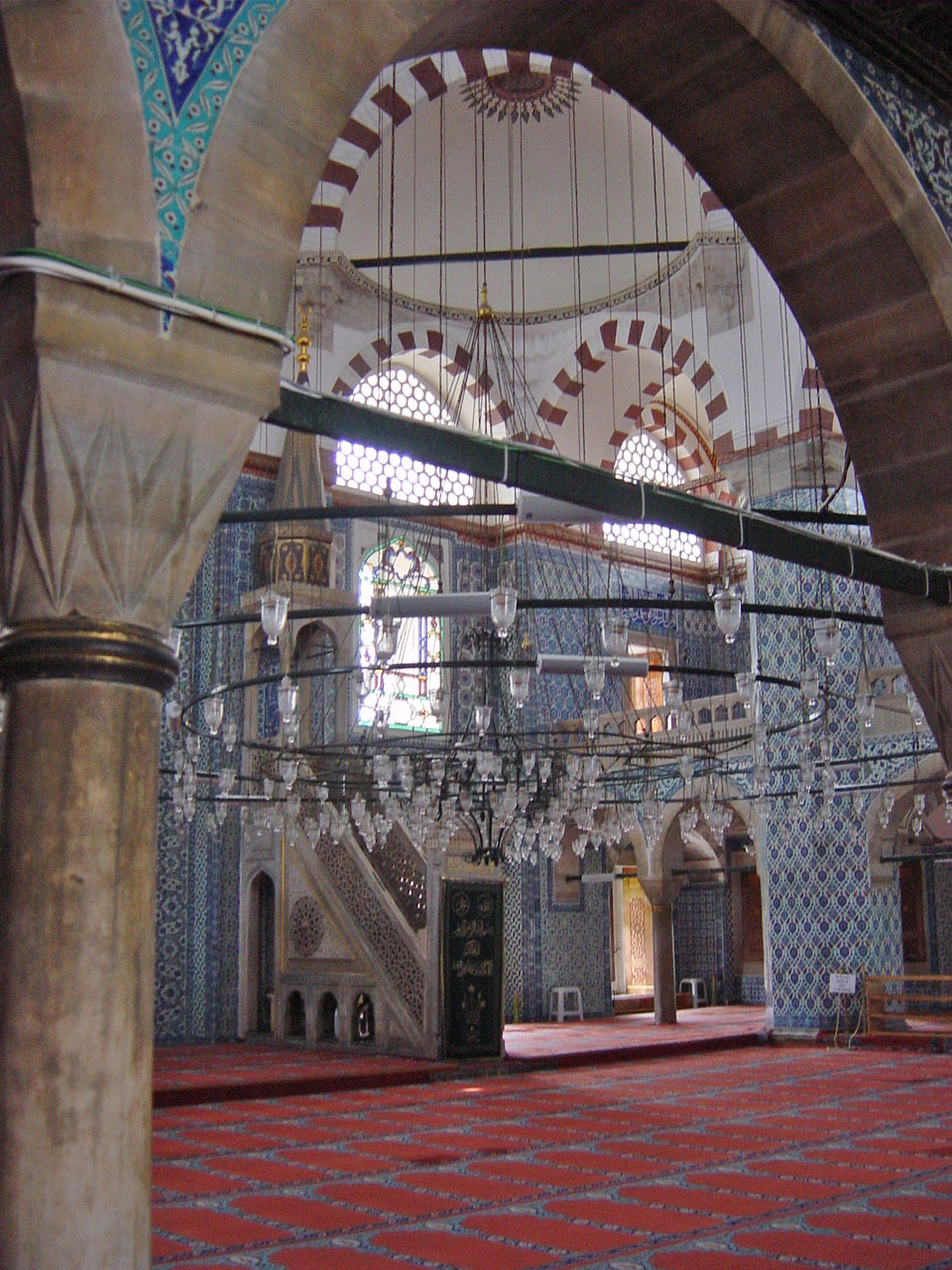
Inneres
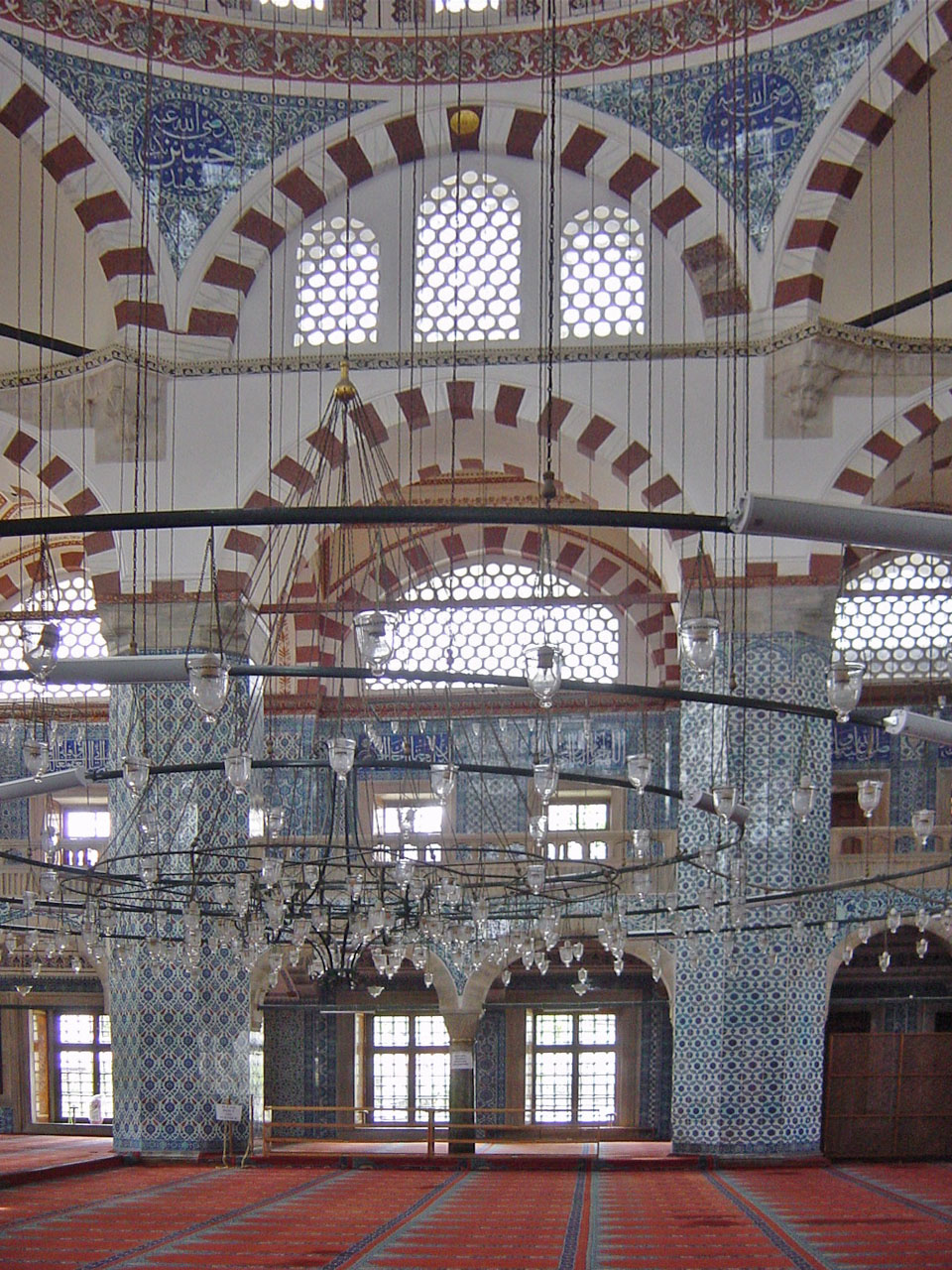
Inneres
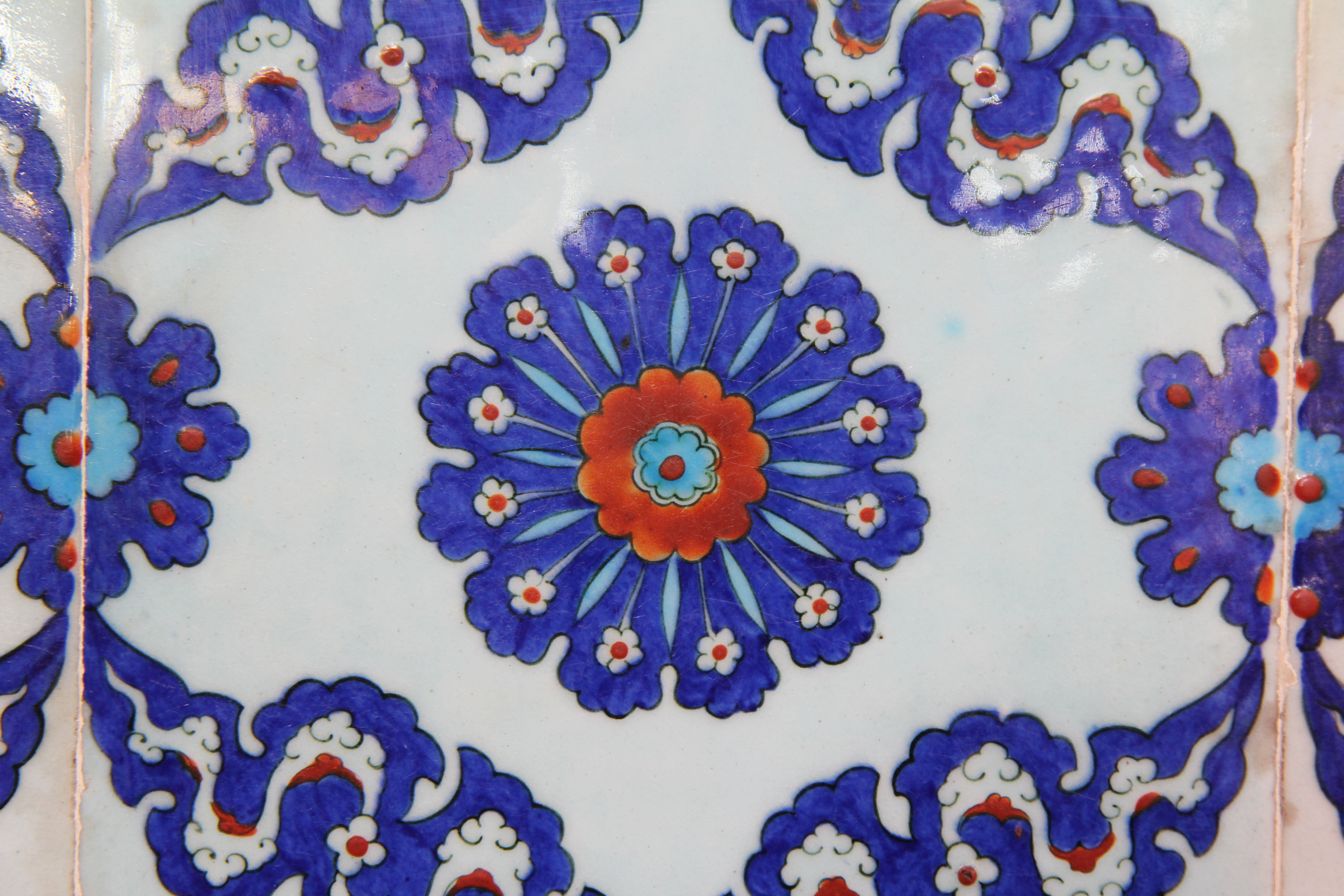
Iznik-Fliesen
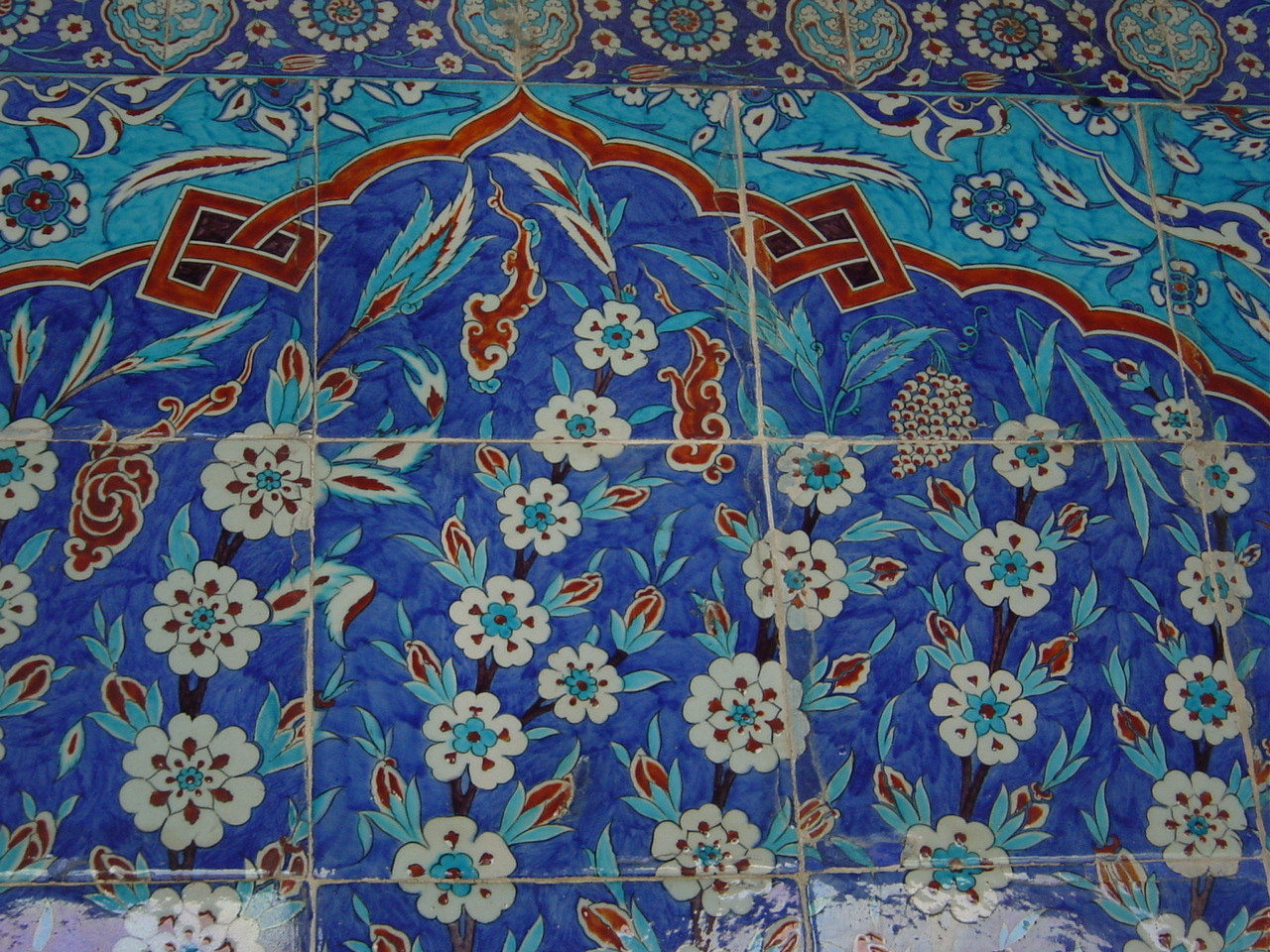
Iznik-Fliesen
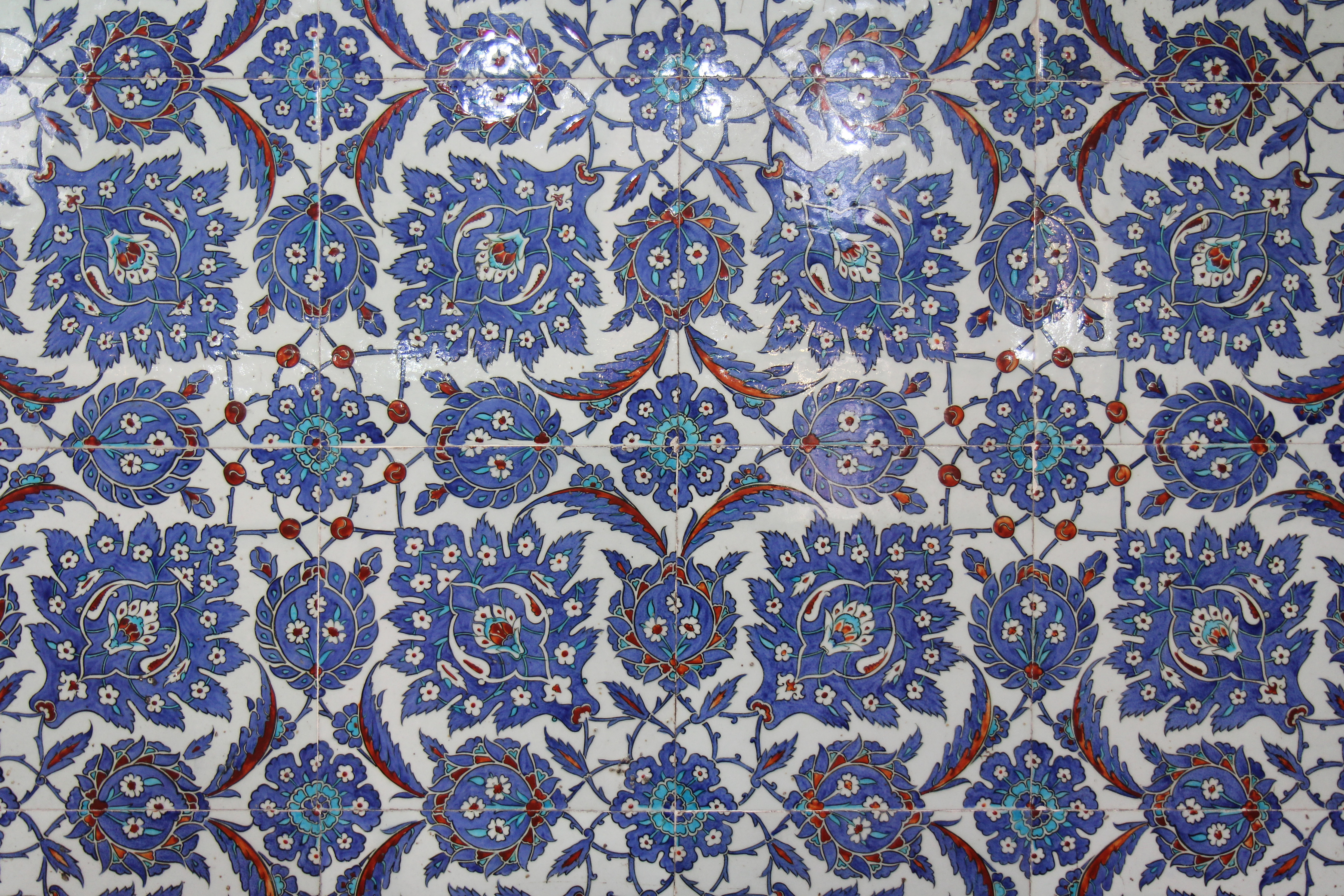
Iznik-Fliesen